# Meglutol
Meglutol (INN, còn được gọi là axit 3-hydroxy-3-methylglutaric, axit -hydroxy—methylglutaric và axit dicrotalic) là một tác nhân hạ đường huyết.
Nó xảy ra miễn phí ở Crotalaria dura và C. continifera và bị ràng buộc trong dicrotaline (pyrrolizidine alkaloid).